# Lentibulariacee
Lentibulariaceele (Lentibulariaceae) sunt o familie de plante superioare angiosperme dicotiledonate insectivore (plante carnivore) din ordinul Lamiales, care cuprinde plante erbacee, perene,  în cea mai mare parte fără rădăcini, găsit în principal prin locuri umede (mlaștini sau stânci umede) uneori scufundate în mare parte sub apă. Familia cuprinde circa 320 specii grupate în 3 genuri (Genlisea, Pinguicula și Utricularia). Flora României conține 6 specii aparținând genurilor Pinguicula și Utricularia.

## Descrierea
Lentibulariaceele sunt plante ierbacee perene, insectivore, în cea mai mare parte fără rădăcini care cresc prin mlaștini sau pe stânci umede, unele specii sunt epifite sau acvatice. Sunt răspândite în regiunea intertropicală, puține specii în regiunea temperată
Frunze lipsite de stipele (nestipelate), adaptate la captarea și digerarea prăzii; la speciile terestre frunzele aeriene sunt întregi, dispuse în rozete bazale, la speciile acvatice frunzele submerse sunt multisectate, prevăzute cu vezicule-capcane (utricule) așezate în lungul ramurilor. 
Florile sunt bisexuate (hermafrodite), pentamere, bilateral simetrice (zigomorfe), bilabiate și pintenate, cu labii închise, solitare sau dispuse în raceme scurte la extremitatea unor pedunculi lungi.
Caliciu persistent, gamosepal, cu 2-5 diviziuni, bilabiat (cu două labii) sau aproape regulat. Corolă gamopetală, bilabiată, pintenată (cu labiul inferior prelungit în pinten). Androceul cu 2 stamine prinse la baza labiului superior, uneori 2(3) staminodii. Gineceul bicarpelar, sincarp, cu ovarul superior, unilocular, multiovulat (cu ovule numeroase)  și placentație centrală. Polenizarea este entomofilă (cu ajutorul insectelor) sau cleistogamă (prin autopolenizare). Formula florală: ⚥ ✴ K(5) [C(5) A2] G(2). 
Fructul este o capsulă polispermă (cu semințe numeroase), cu dehiscență neregulată, 2-4 valvat sau pixidiform. Semințele sunt mici, rugoase, fără endosperm.

## Specii din România
Flora României conține 6 specii ce aparțin la 2 genuri:
- Pinguicula
  - Pinguicula alpina – Foaie grasă
  - Pinguicula vulgaris – Foaie grasă
- Utricularia
  - Utricularia australis (sin. Utricularia neglecta) – Otrățel
  - Utricularia bremii – Otrățel
  - Utricularia minor – Otrățel pitic
  - Utricularia vulgaris – Otrățel

## Specii din Republica Moldova
Flora Republicii Moldova conține 1 specie:  
- Utricularia vulgaris – Otrățelul bălților